# 1829
1829 (MDCCCXXIX) a fost un an obișnuit al calendarului gregorian, care a început într-o zi de joi. 

## Evenimente

### Martie
- 4 martie: Andrew Jackson îi succede lui John Quincy Adams ca cel de-al 7-lea președinte al Statelor Unite.
- 31 martie: Papa Pius al VIII-lea (n. Francesco Saverio Maria Felice Castiglioni) îi succede Papei Leon al XII-lea (n. Annibale Francesco Clemente Melchiore Girolamo Nicola della Genga) ca cel de-al 253-lea papă.

### Septembrie
- Tratatul de pace de la Adrianopol (1829) din 13.IX.1829

### Nedatate
- George Stephenson (Regatul Unit al Marii Britanii și Irlandei) proiectează prima locomotivă eficientă cu aburi (Rocket)
- Scotland Yard. Forță de poliție londoneză înființată de sir Robert Peel. Altă denumire: New Scotland Yard (1890-1967).

## Arte, știință, literatură și filozofie
- 1 iunie: Apare la Iași Albina românească, prima gazetă în limba română din Moldova, editată de Gheorghe Asachi. Gazeta își încheie activitatea la 6 decembrie 1858.
- Alexandr Pușkin publică Evghenii Oneghin
- Apare la București, primul periodic din Țara Românească: Curierul Românesc, editat de Ion Heliade Rădulescu (până în 1859)

## Nașteri
- 18 ianuarie: Ludvig Lorenz, fizician și matematician danez (d. 1891)
- 21 ianuarie: Oscar al II-lea, rege al Suediei și Norvegiei (d. 1907)
- 1 mai: José de Alencar, scriitor brazilian (d. 1877)
- 5 octombrie: Chester Alan Arthur, al 21-lea președinte al SUA (d. 1886)
- 28 noiembrie: Anton Rubinstein, pianist și compozitor rus (d. 1894)

## Decese
- 12 ianuarie: Friedrich Schlegel (n. Karl Wilhelm Friedrich von Schlegel), 56 ani, critic, istoric și teoretician literar german (n. 1772)
- 29 ianuarie: Timothy Pickering, 83 ani, politician american, senator, ministru (n. 1745)
- 8 februarie: Cristóbal Mendoza (n. Cristóbal Hurtado de Mendoza), 56 ani, om politic, primul președinte al Venezuelei (n. 1722)
- 10 februarie: Papa Leon al XII-lea (n. Annibale Francesco Clemente Melchiore Girolamo Nicola della Genga), 68 ani (n. 1760)
- 11 februarie: Aleksandr Griboiedov, 34 ani, diplomat, scriitor și compozitor rus (n. 1795)
- 6 martie: Francisco de Borja Garção Stockler, 69 ani, matematician portughez (n. 1759)
- 17 martie: Sofia Albertina a Suediei (n. Sophia Maria Lovisa Fredrika Albertina), 75 ani, Prințesă-Stareță de Quedlinburg (n. 1753)
- 2 aprilie: Frederic al VI-lea, Landgraf de Hesse-Homburg (n. Friedrich Joseph Ludwig Carl August), 59 ani (n. 1769)
- 6 aprilie: Niels Henrik Abel, 26 ani, matematician norvegian (n. 1802)
- 10 mai: Thomas Young, 55 ani, om de știință englez (n. 1773)
- 17 mai: John Jay, 83 ani, politician, om de stat, revoluționar, diplomat și jurist american,  unul din „părinții fondatori” ai SUA (n. 1745)
- 18 mai: Maria Josepha de Saxonia, 25 ani, regină a Spaniei (n. 1803)
- 21 mai: Petru I, Mare Duce de Oldenburg (n. Peter Friedrich Ludwig), 74 ani (n. 1755)
- 29 mai: Sir Humphry Davy, 50 ani, chimist englez (n. 1778)
- 23 iulie: Wojciech Bogusławski (n. Wojciech Romuald Bogusławski), 72 ani, actor polonez, regizor de teatru, dramaturg, pedagog, traducător și cântăreț de operă (n. 1757)
- 24 octombrie: Louise de Hesse-Darmstadt (n. Louise Henriette Karoline), 68 ani, Mare Ducesă de Hesse și de Rin (n. 1761)
- 14 noiembrie: Maria Beatrice d'Este (n. Maria Beatrice Ricciarda d'Este), 79 ani, Ducesă de Massa (n. 1750)
- 14 noiembrie: Louis Nicolas Vauquelin, 66 ani, farmacist și chimist francez (n. 1763)
- 18 decembrie: Jean-Baptiste de Lamarck (n. Jean-Baptiste Pierre Antoine de Monet), 85 ani, biolog francez (n. 1797)
- 29 decembrie: Henrietta de Nassau-Weilburg (n. Henrietta Alexandrine Friederike Wilhelmine), 32 ani, Ducesă de Teschen (n. 1797)